# 唐智勇
唐智勇（1971年3月—），男，湖南芷江人，中国物理化学家，国家纳米科学中心主任，研究员、博士生导师，中国科学院院士。